# NI (tank)

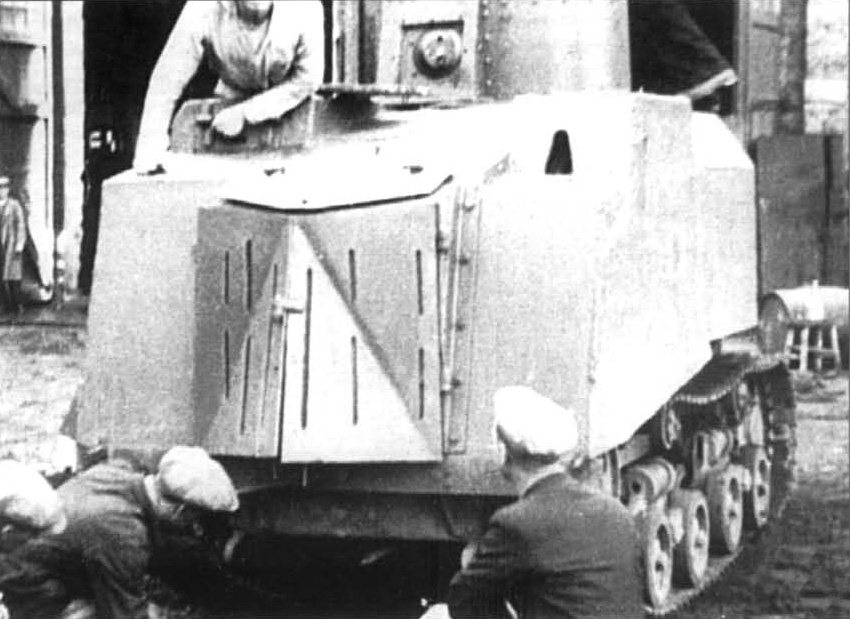
Tank NI

Tank NI (zkratka ruského na ispug, doslova pro strach, také oděský tank či hrůzný tank) bylo improvizované obrněné vozidlo sovětské armády, založené na zemědělském traktoru STZ-5. Tank byl vyráběn v Oděse v prvních letech Velké vlastenecké války. Byl zamýšlen spíše k zastrašení nepřítele.
Byl vyráběn na okraji Oděsy dělníky z tamních továren. Postup úprav byl víceméně následující: na traktor STZ-5 byla připevněna velká kovová bedna a otočná věž s dělem nebo kulometem. Výzbroj obrněného vozidla se mírně lišila, někdy celá věž pocházela z tanku T-26, někdy pocházely z jiných obrněných vozidel. Pancíř byl jakýmsi „sendvičem“ z tenké vrstvy námořní nebo jiné vysoce kvalitní oceli a potahu ze dřeva či gumy na ochranu proti méně účinným zbraním. Vozidlo tedy nebylo podobné žádným jiným obrněným vozidlům a také při pohybu vydávalo příšerný hluk.
První vozidlo opustilo továrnu 20. srpna 1941. Ještě před první bitvou, v níž byla tato vozidla užita (1. září na okraji města) byla postavena dvě další vozidla. Když němečtí vojáci viděli neobvykle vypadající hlučné stroje pohybující se směrem k nim, okamžitě ustupovali do počátečních pozic. Tanky se také brzy stáhly, aby se uchovalo jejich tajemství.
Ačkoli se tanky pohybovaly rychlostí jen asi sedmi kilometrů v hodině, byly schopny ustát palbu z lehčích zbraní. V druhé polovině září byl jeden celý prapor vybaven tanky NI. V jedné z pozoruhodných epizod vstoupily tyto tanky do vesnice obsazené německými vojsky a odvlekly s sebou 24 německých děl.
Bylo vyrobeno celkem 68 tanků NI.